# Esfera celeste

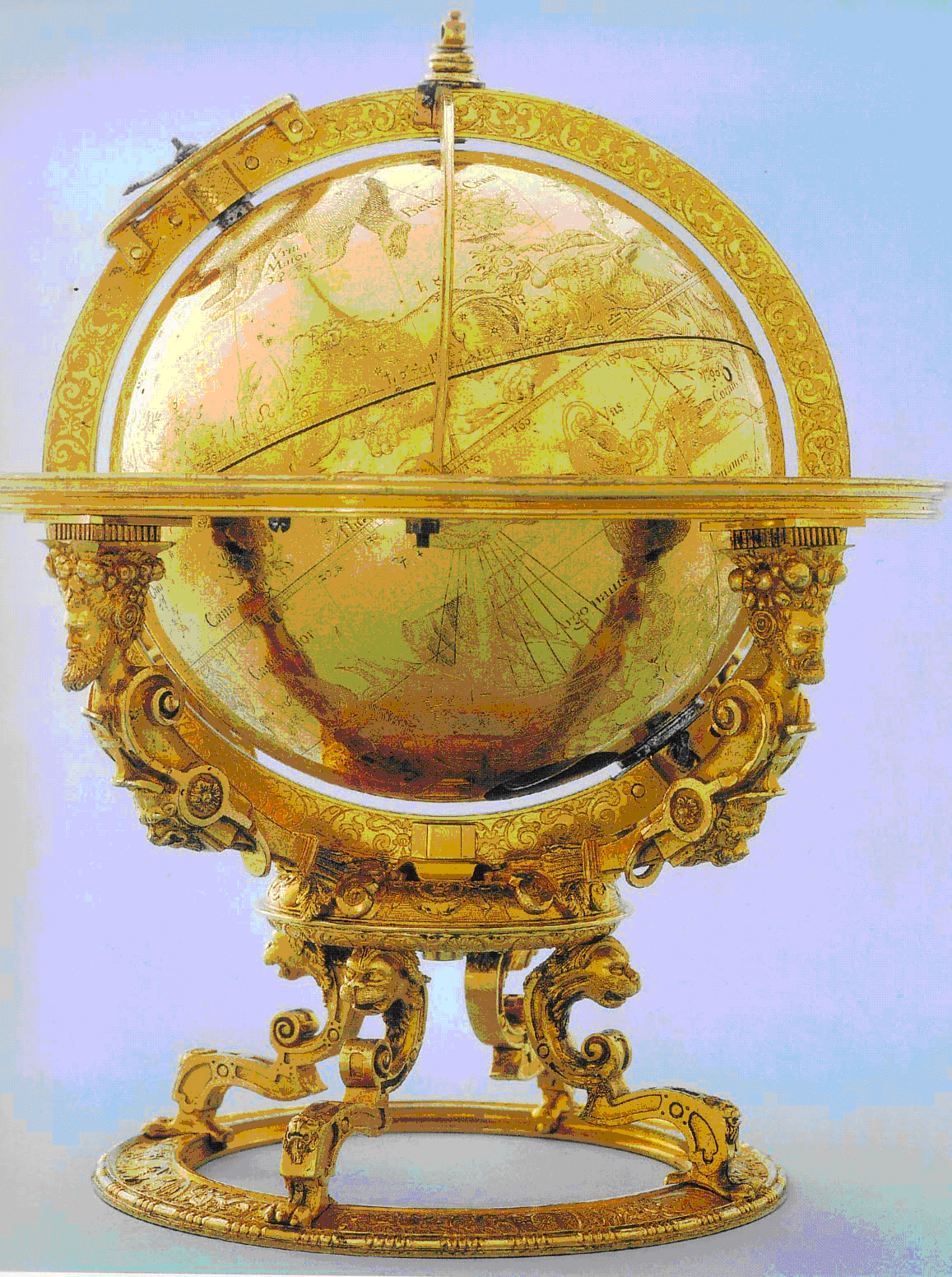
Globo celeste (1594) del relojero y matemático suizo Joost Bürgi (1552-1632).

La esfera celeste o bóveda celeste es una esfera ideal, sin radio definido, concéntrica con el globo terrestre, en la cual aparentemente se mueven los astros. Permite representar las direcciones en que se hallan los objetos celestes; así es como el ángulo formado por dos direcciones será representado por un arco de círculo mayor sobre una esfera.
Teóricamente se considera que el eje de la Tierra es el eje del mundo (el de rotación de la esfera celeste), y que el ojo del observador es coincidente con el centro de la Tierra. Es un modelo que constituye uno de los conceptos fundamentales de la astronomía, especialmente para poder representar las observaciones celestes.

## Introducción

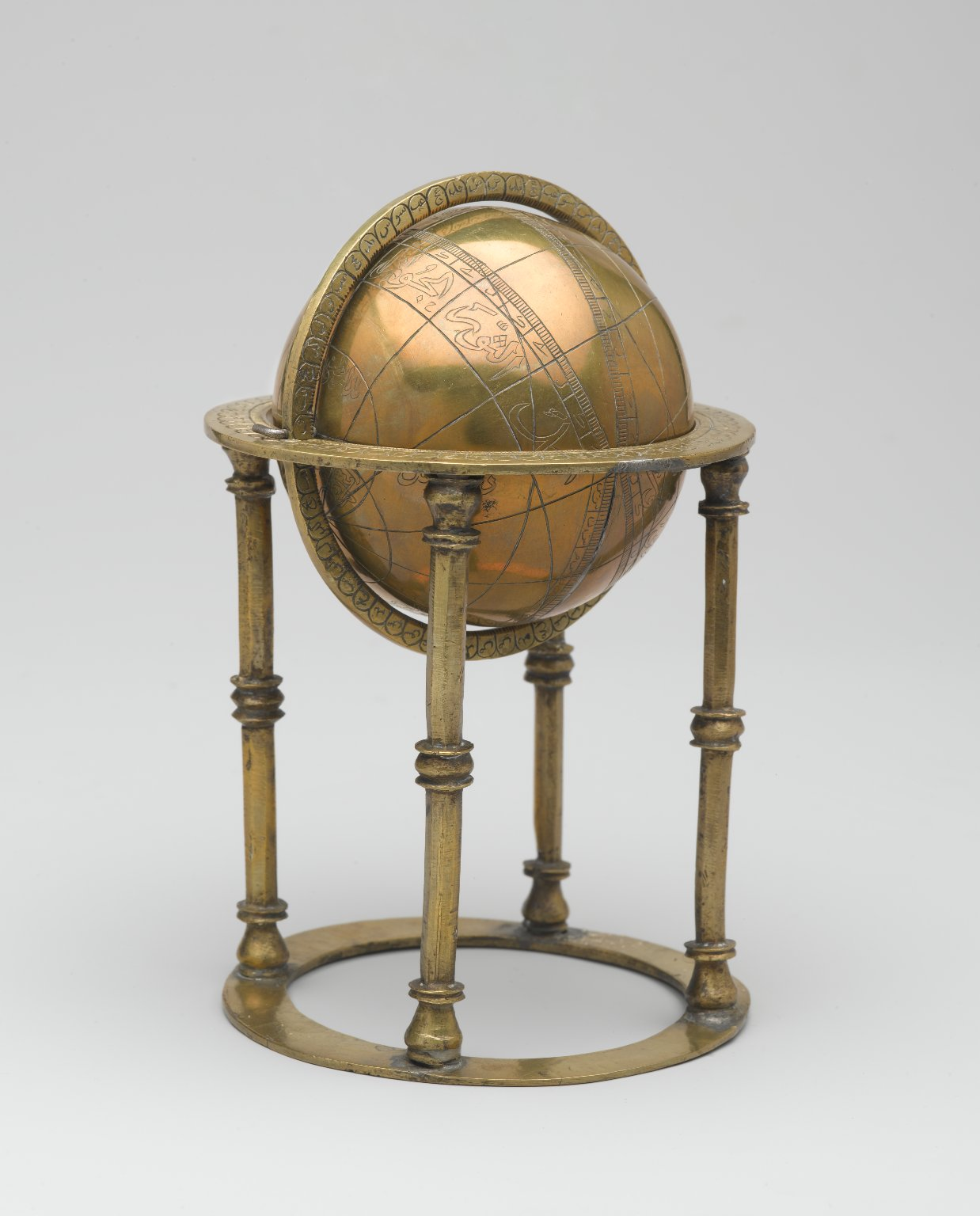
Esfera celeste,. Museo de Brooklyn.

Dado que los objetos astronómicos se encuentran a distancias tan remotas, la observación casual del cielo no ofrece ninguna información sobre sus distancias reales. Todos los objetos celestes parecen igualmente lejos, como si estuvieran fijadas en el interior de una esfera de radio grande pero desconocido, que parece girar hacia el oeste sobre su cabeza; mientras tanto, la tierra bajo sus pies parece permanecer quieta.
Para los propósitos de la  astronomía esférica, que solo se ocupa de la direcciones hacia los objetos celestes, no hay diferencia si este es realmente el caso o si es la Tierra la que está rotando mientras que la esfera celeste está inmóvil.
La esfera celeste puede considerarse infinita en radio. Esto significa que cualquier punto dentro de ella, incluido el ocupado por el observador, puede considerarse el centro. También significa que todas las  líneas paralelas entre sí parecerán intersecarse con la esfera en un único punto, análogo al punto de fuga de la perspectiva gráfica.
Y todos los planos paralelos parecerán intersecarse con la esfera en un único gran círculo.
A la inversa, los observadores que miren hacia el mismo punto en una esfera celeste de radio infinito estarán mirando a lo largo de líneas paralelas, y los observadores que miren hacia el mismo gran círculo, a lo largo de planos paralelos. En una esfera celeste de radio infinito, todos los observadores ven las mismas cosas en la misma dirección.
Para algunos objetos, esto es una simplificación excesiva. Los objetos que están relativamente cerca del observador (por ejemplo, la Luna) parecerán cambiar de posición con respecto a la esfera celeste distante si el observador se aleja lo suficiente, por ejemplo, de un lado al otro del planeta Tierra. Este efecto, conocido como paralaje, puede representarse como un pequeño desplazamiento respecto a una posición media. La esfera celeste puede considerarse centrada en el Centro de la Tierra, el Centro del Sol, o cualquier otro lugar conveniente, y pueden calcularse los desplazamientos desde posiciones referidas a estos centros.
De este modo, los astrónomos pueden predecir posiciones de objetos en la esfera celeste, sin necesidad de calcular la geometría individual de ningún observador en particular, y se mantiene la utilidad de la esfera celeste. Los observadores individuales pueden calcular sus propias desviaciones respecto a las posiciones medias, si es necesario. En muchos casos en astronomía los desplazamientos son insignificantes.
La esfera celeste puede considerarse una especie de taquigrafía astronómica y los astrónomos la utilizan con mucha frecuencia. Por ejemplo, el Almanaque astronómico de 2010 indica la posición geocéntrica aparente de la Luna el 1 de enero a las 00:00:00.00 hora terrestre, en coordenadas ecuatoriales, como ascensión recta 6h 57m 48,86s, declinación +23°30′5.5″. En esta posición está implícito que es tal y como se proyecta sobre la esfera celeste; cualquier observador en cualquier lugar mirando en esa dirección vería la "Luna geocéntrica" en el mismo lugar frente a las estrellas. Para muchos usos aproximados (por ejemplo, calcular una fase aproximada de la Luna), esta posición, vista desde el centro de la Tierra, es adecuada.
Para aplicaciones que requieren precisión (por ejemplo, calcular la trayectoria de la sombra de un eclipse), el Almanaque ofrece fórmulas y métodos para calcular las coordenadas topocéntricas, es decir, vistas desde un lugar concreto de la superficie terrestre, basándose en la posición geocéntrica. Esto abrevia enormemente la cantidad de detalles necesarios en dichos almanaques, ya que cada observador puede manejar sus propias circunstancias específicas.

## Historia
Los antiguos suponían la verdad literal de estrellas unidas a una esfera celeste, que giraban alrededor de la Tierra en un día, y una Tierra fija. 
El modelo planetario de Eudoxo, en el que se basaron los modelos aristotélico y ptolemaico, fue la primera explicación geométrica del "vagabundeo" de los  planetas clásicos. Se pensaba que la más externa de estas "esferas de cristal" contenía las estrellas fijas. Eudoxo utilizó 27 sólidos esféricos concéntricos para responder al desafío de Platón: «¿Por la suposición de qué movimientos uniformes y ordenados pueden explicarse los movimientos aparentes de los planetas?».
Anaxágoras (500-428 a. C.) fue el primer filósofo conocido que sugirió que las estrellas eran «piedras ardientes» demasiado lejanas para que se pudiera sentir su calor. Ideas similares fueron expresadas por Aristarco de Samos (310-230 a. C.). Sin embargo, no entraron en la corriente principal de la astronomía de finales del período antiguo y medieval.
El heliocentrismo copernicano eliminó las esferas planetarias, pero no excluyó necesariamente la existencia de una esfera para las estrellas fijas. El primer astrónomo del Renacimiento europeo que sugirió que las estrellas eran soles distantes fue Giordano Bruno (1548-1600) en su De l’infinito universo et mondi (1584). Esta idea figuró entre los cargos, aunque no en un lugar destacado, que le imputó la Inquisición para condenarlo a muerte.
La idea se generalizó a finales del siglo XVII, especialmente tras la publicación de Conversaciones acerca de la pluralidad de los mundos de Bernard Le Bovier de Fontenelle (1686), y a principios del siglo XVIII era la hipótesis de trabajo por defecto en astronomía estelar.

## Historia griega sobre las esferas celestes
Las esferas celestes (u orbes celestes) fueron concebidas como entidades perfectas y divinas inicialmente por astrónomos griegos como Aristóteles. Éste compuso un conjunto de principios llamados física aristotélica que esbozaban el orden natural y la estructura del mundo. Al igual que otros astrónomos griegos, Aristóteles también pensó en la "...esfera celeste como marco de referencia para sus teorías geométricas de los movimientos de los cuerpos celestes". Con su adopción de la teoría de Eudoxo de Cnido, Aristóteles había descrito los cuerpos celestes dentro de la esfera celeste como llenos de pureza, perfectos y quintaesencia (el quinto elemento que se conocía como divino y pureza según Aristóteles). Aristóteles consideraba que el Sol, la Luna, los planetas y las estrellas fijas eran esferas perfectamente concéntricas en una región superlunar por encima de la esfera sublunar. Aristóteles había afirmado que estos cuerpos (en la región superlunar) son perfectos y no pueden ser corrompidos por ninguno de los elementos de la naturaleza: fuego, agua, aire y tierra. Los elementos corruptibles sólo se encontraban en la región sublunar y los incorruptibles en la región superlunar del modelo geocéntrico de Aristóteles. Aristóteles tenía la noción de que los orbes celestes deben exhibir un movimiento celeste (un movimiento circular perfecto) que se prolonga eternamente. También sostenía que el comportamiento y la propiedad se atienen estrictamente a un principio de lugar natural en el que el elemento quintaesencial se mueve libremente por voluntad divina, mientras que los demás elementos, fuego, aire, agua y tierra, son corruptibles, sujetos al cambio y la imperfección. Los conceptos clave de Aristóteles se basan en la naturaleza de los cinco elementos que distinguen la Tierra y el Cielo en la realidad astronómica, tomando el modelo de esferas separadas de Eudoxo.
Numerosos descubrimientos de Aristóteles y Eudoxo (aproximadamente entre el 395 a. C. y el 337 a. C.) han puesto de manifiesto las diferencias entre ambos modelos, compartiendo simultáneamente propiedades similares. Aristóteles y Eudoxo afirmaron dos recuentos diferentes de esferas en los cielos. Según Eudoxo, sólo había 27 esferas en los cielos, mientras que en el modelo de Aristóteles hay 55 esferas. Eudoxo intentó construir su modelo matemáticamente a partir de un tratado conocido como Sobre las velocidades (traducido del griego al inglés) y afirmó que la forma del hipopótamo o lemniscata estaba asociada con la retrogresión planetaria. Aristóteles enfatizó que la velocidad de los orbes celestes es inmutable, como los cielos, mientras que Eudoxo enfatizó que los orbes tienen una forma geométrica perfecta. Las esferas de Eudoxo producirían movimientos indeseables a la región inferior de los planetas, mientras que Aristóteles introdujo desenrolladores entre cada conjunto de esferas activas para contrarrestar los movimientos del conjunto exterior, o de lo contrario los movimientos exteriores se transferirían a los planetas exteriores. Aristóteles observaría más tarde "...los movimientos de los planetas utilizando las combinaciones de esferas anidadas y movimientos circulares de forma creativa, pero observaciones posteriores siguieron deshaciendo su trabajo".
Además de Aristóteles y Eudoxo, Empédocles dio la explicación de que el movimiento de los cielos, moviéndose a su alrededor a velocidad divina (relativamente alta), coloca a la Tierra en una posición estacionaria debido al movimiento circular que impide el movimiento descendente por causas naturales. Aristóteles criticó el modelo de Empédocles, argumentando que todos los objetos pesados se dirigen hacia la Tierra y no el propio torbellino hacia la Tierra. Lo ridiculizó y afirmó que la afirmación de Empédocles era extremadamente absurda. Cualquier cosa que desafiara el movimiento del lugar natural y los cielos inmutables (incluidas las esferas celestes) era criticada inmediatamente por Aristóteles.

## Sistemas de coordenadas celestes
Estos conceptos son importantes para comprender los sistemas de coordenadas celestes, marcos para medir las posiciones de objetos en el cielo. Ciertas líneas de referencia y planos en la Tierra, cuando se proyectan sobre la esfera celeste, forman las bases de los sistemas de referencia. Entre ellas se encuentran el ecuador de la Tierra, el eje de rotación de la Tierra y la órbita  de la Tierra. En sus intersecciones con la esfera celeste, forman el ecuador celeste, los  polos celestes norte y sur, y la eclíptica, respectivamente. Como la esfera celeste se considera de radio arbitrario o infinito, todos los observadores ven el ecuador celeste, los polos celestes y la eclíptica en el mismo lugar frente a las estrellas de fondo.
A partir de estas bases, las direcciones hacia los objetos en el cielo pueden cuantificarse construyendo sistemas de coordenadas celestes. Similar a la longitud y latitud geográficas, el sistema de coordenadas ecuatoriales especifica las posiciones relativas al ecuador celeste y a los polos celestes, utilizando la ascensión recta y la declinación. El sistema de coordenadas eclípticas especifica posiciones relativas a la eclíptica (el  plano orbital de la Tierra), utilizando sistema de longitud y latitud eclípticas. Además de los sistemas ecuatorial y eclíptico, algunos otros sistemas de coordenadas celestes, como el sistema de coordenadas galácticas, son más apropiados para fines particulares.

## La observación celeste
La esfera celeste es una construcción mental que creamos cuando miramos al cielo. Esta surge por la información que recibe de nuestros ojos. El tamaño y la separación de los ojos nos permite percibir el volumen de los objetos, pero solo hasta cierta distancia (visión estereoscópica). Posterior a esa, todos los objetos que se perciban darán la impresión de encontrarse situados a la misma distancia, puesto que serán proyectados mentalmente sobre un mismo plano.
Cuando utilizamos el sentido común, se modifica esa percepción. Si miramos al cielo y observamos objetos que se encuentran muy lejos de nosotros, el cerebro actúa de la misma manera: los proyecta sobre un mismo plano. Al desplazar la vista en todas direcciones, percibimos el cielo como si fuese una inmensa cúpula limitada por el horizonte, con nosotros situados en el centro. Tal percepción fue lo que impulsó a los antiguos filósofos a considerar que la Tierra era el centro del universo.

## Movimiento celeste

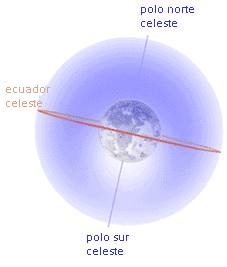
Esfera celeste, con los polos celestes norte y sur y el ecuador celeste.

El movimiento de la esfera celeste es aparente y está determinado por el movimiento de rotación de nuestro planeta sobre su propio eje. La rotación de la Tierra, en dirección Oeste–Este, produce el movimiento aparente de la esfera celeste, en sentido Este–Oeste. Este movimiento lo podemos percibir de día, por el desplazamiento del Sol en el cielo, y en las noches, por el desplazamiento de las estrellas. Ambos se realizan en sentido Este–Oeste. La velocidad con que gira la esfera celeste es de 15°/hora, por lo que cada 24 horas completa un giro de 360°.
Al mismo tiempo realiza otro movimiento, también Este-Oeste (observando en dirección contraria al polo celeste), como efecto de la traslación de la Tierra pues en 24 horas, simultáneamente al giro completo, el planeta se traslada la 365.ª parte de su círculo orbital. Así el ritmo de esa segunda rotación aparente de la esfera celeste es 365 veces más lento que el generado por la rotación de la Tierra. De hecho la velocidad es de 2,5'/hora (2,5 minutos de arco por hora) por lo que cada 24 horas gira 0,98°, casi 1 grado. Es imperceptible a escala de horas pero perceptible a escala de semanas, pues a una misma hora cada 7 días las estrellas han avanzado 7° de su aparente círculo celeste porque la Tierra se ha trasladado unos 7° de su órbita. Por tanto la esfera celeste parece girar 360° cada 365 días / año. Este lentísimo movimiento es la causa de que, por ejemplo, en las noches de los días de mediados de diciembre veamos la constelación de Orión durante toda la noche y en su culmen a medianoche, y que medio año después sea invisible porque está justo bajo el sol a mediodía.

## Situación geográfica
Los astrónomos fundan sus mediciones en la existencia, en esa esfera, de puntos, círculos y planos convencionales: el plano del horizonte y el del ecuador celeste; el polo y el cenit; el meridiano, que sirve de origen para la medición del acimut. Resulta fácil hallar un astro o situarlo respecto a esos planos fundamentales.
Cuando el horizonte del espectador es oblicuo con respecto al ecuador, la esfera celeste es calificada de oblicua. Para un observador situado en uno de los dos polos, la esfera es paralela, ya que su horizonte conserva paralelismo con el ecuador. Por último, la esfera es recta para el observador situado en la línea equinoccial, porque allí el horizonte corta perpendicularmente el ecuador.
La esfera celeste es un concepto, no un objeto; es la superficie virtual sobre la que vemos proyectados a los astros como si todos estuvieran a igual distancia de la Tierra.

## Elementos principales

Proyección estereográfica de la esfera celeste con los elementos más importantes.

- Dirección de la vertical se refiere a la dirección que marcaría una plomada. Si se observa hacia abajo, se dirigiría hacia el centro de la Tierra. Observando hacia arriba se encuentra el cenit.
- Cenit astronómico es el punto de la esfera celeste situado exactamente encima de nosotros, intersección de la vertical ascendiente con la esfera celeste.
- Nadir es el punto de la esfera celeste diametralmente opuesto al cenit
- La distancia cenital (generalmente representada por la letra z) es la distancia angular desde el cenit hasta un objeto celeste, medida sobre un círculo máximo (un círculo máximo es el resultado de la intersección de una esfera con un plano que pasa por su centro y la divide en dos hemisferios idénticos, en la figura, la distancia cenital es el arco entre el cenit y el astro “A”).
- Horizonte astronómico, horizonte celeste o verdadero de un lugar es el plano perpendicular a la dirección de la vertical, plano circular o círculo máximo perpendicular a la vertical del lugar que pasa por el centro de la esfera celeste. En relación con la esfera celeste, se dice que es un plano diametral, ya que el horizonte es un diámetro de la esfera, y la divide en dos hemisferios: uno visible y otro invisible.
- Polo celeste es la intersección de la esfera celeste con la prolongación del eje de rotación terrestre (también llamado eje del mundo) hasta el infinito. El polo celeste norte es aquel donde el eje del mundo ascendente se interseca con la esfera celeste; el polo celeste sur es aquel donde el eje del mundo descendente se interseca con la esfera celeste.
- Eje del mundo es el eje en torno al cual giraría la esfera celeste.
- Ecuador celeste es la proyección del ecuador terrestre sobre la esfera celeste, plano o círculo máximo perpendicular al eje del mundo que pasa por el centro de la esfera celeste. Se define un meridiano y unos paralelos celestes, de forma análoga a los terrestres:
- Meridiano celeste es el círculo máximo que pasa a través de los polos celestes y el cenit de un lugar.
- Paralelos celestes son los círculos menores de la esfera celeste paralelos al ecuador. Son similares a los paralelos terrestres. Los círculos menores resultan de la intersección de la esfera celeste con planos perpendiculares al eje de rotación.
- Hemisferio celeste es cada una de las dos mitades en que el ecuador celeste divide a la esfera celeste: hemisferio celeste norte y hemisferio celeste sur.
- Círculo horario es un círculo máximo graduado de la esfera celeste situado en el ecuador celeste.
- Recta este-oeste es la recta intersección del horizonte celeste con el ecuador celeste.